# 人格同一性
人格同一性（英語：Personal identity）是一個個人在時間的推進中的獨有的（數字的）同一性。 關於人格同一性的討論通常旨在確定在某個時間的一個人和另一個時間的一個人可以說是同一個人，並且隨著時間的推移持續存在的必要和充分條件。
在哲學中，人格同一性問題（英語：problem of personal identity）與人們如何能夠在一段時間內識別一個人有關，處理諸如“是什麼使得一個人在不同時空下被視為同一個人”或“我們人們是怎麼樣的存在？”等問題。
在當代形而上學中，人格同一性問題被稱為人格同一性的歷時（英語：diachronic）問題。 共時（英語：synchronic）問題涉及在特定時間表徵一個人的特徵的問題。分析哲學和歐陸哲學都探究同一性的本質。當面對關於世界及其本質的不同哲學命題、公理和前設時，歐陸哲學處理在概念上保持同一性。

## 概論
戈特弗里德·莱布尼茨曾經提出不可識別的同一性（Identity of Indiscernibles）原則，這個原則認為，對於任何東西x和y，如果x和y具有一樣的性質，那麼x和y就會是同一的；如果x和y是同一的，x與y就會具備一樣的性質。
應用於自我觀念上，一個人在過去，跟現在，如果具備一樣的性質（人格），我們才可以說這個人在過去，跟現在，都是同一個人。但是如果考慮到，隨著時間變化，每個人的身心都處在不斷變化之中，因此過去的我，跟現在的我，具備了不同的性質，在這個推論下，過去的我，跟現在的我，不具備同一性，就不能說是同一個人。要如何證明，或是解釋，過去的我，跟現在的我，以及未來的我，具備同樣的人格，可以被視為是一個連續的實體，這就是人格同一性問題。

## 註腳
1. ↑  希臘語：，羅馬化：Diachronikos